# P2-fågeln
P2-fågeln var mellan 1994 och 2005 en återkommande programpunkt i Sveriges Radio P2. Programpunkten hade under trettio år en företrädare i Pausfågeln, där olika fågelläten, som byttes ut varje vecka, mellan 1963 och 1993 fick fungera som paussignal i Sveriges Radio.

## P2-fågelns historia
Den första pausfågeln presenterades den 6 januari 1963 av radio- och TV-medarbetaren Nils Linnman. Trettio år senare 10 januari 1993, hördes den sista pausfågeln, talgoxen. Då svarade radiomannen Sten Wahlström för inspelningarna och presentationerna. 
Efter ett uppehåll på elva månader återuppstod programmet den i januari 1994, denna gång som ett program i P2. Producent var Bengt Emil Johnson. Sten Wahlström ställde åter sitt inspelningsmaterial och sina ornitologiska kunskaper till radions förfogande. Den nya programpunkten P2-fågeln presenterade en ny fågel varje månad. Nötväckan inledde serien. Den sista fågeln som sändes i radio blev skäggmesen. Det var i december 2005.

## Nystart
Sveriges Radio har bearbetat och digitaliserat fågelinspelningarna och gör sedan 2009 P2-fåglarna från 1998 och framåt tillgängliga på webben. Fågelsången kompletteras med samtal som tidigare sänts i radio och där Bengt Emil Jonsson och Sten Wahlström presenterar varje fågel.